# Need for Speed II
Need for Speed II är det andra spelet i racingspelserien Need for Speed, utvecklat av EA Canada och gav ut under året 1997. Det är uppföljaren till The Need for Speed från 1994.
Need for Speed II skiljer sig från sin föregångare genom att avvika från den realistiska spelstilen och gå mot en mer arkadlik spelupplevelse, inte heller har det några polisjakter. Dock, såsom sin föregångare har Need for Speed II flera exotiska bilar, och banor som ligger i olika delar i världen. Förutom vanlig banracing ("Circuit") och "A till B"-racing ("Sprint") introducerades ett nytt racingläge kallat "Knockout", som går ut på att den sista spelaren efter varje varv slås ut.

## Bilar
Bilarna i Need for Speed II är enbart av exotiska modeller, flera av dem var enbart konceptbilar, d.v.s. de gick aldrig till produktion i verkligheten. Såsom i The Need for Speed är bilarna uppdelade i tre klasser baserade på bilarnas prestanda.

### Klass A
- McLaren F1
- Ferrari F50
- Ford GT90
- Lotus GT1

### Klass B
- Ford Indigo
- Jaguar XJ220
- Isdera Commendatore 112i
- FItaldesign Nazca C2 *

### Klass C
- Italdesign Cala
- Lotus Esprit V8
- Ford Mustang *
- Ferrari 355 F1 *

* Endast Special Edition

## Special Edition
I slutet av 1997 släpptes en utökad version av Need for Speed II kallad Need for Speed II SE (full titel Need for Speed II: Special Edition) som innehåller en extra bana, extra bilar och support för 3dfx Glide hårdvaruacceleration. Detta förbättrade spelets grafik ytterligare.